# Seiji Kaneko
Seiji Kaneko (金古 聖司, Kaneko Seiji) est un footballeur japonais né le 27 mai 1980.